# متحف جبل طلان
متحف جبل طلان أحد متاحف منطقة جازان , أسسه جبران سلمان يحيى المالكي في محافظة الدائر في بني مالك، يقع المتحف في مبنى مستقل عن سكن المالك حيث يتكون من دور واحد مبنى على شكل دائري اسمنتي قطره 10 أمتار مضاف إليه ملحق مساحته 14 متر، يحتوي المتحف على مجموعة من أدوات القهوة متمثلة في مجموعة من الدلال وملحقاتها وعدد من أدوات الطهي والأسلحة المختلفة وعدد من الجلديات والملابس النسائية وأدوات الزينة والخوصيات وأدوات الإضاءة والأجهزة الكهربائية بالإضافة إلى عدد من الأدوات الحجرية المتمثلة في الرحى، وقد تم عرض القطع بنظام التعليق على الجدران وخصوصا الأسلحة والحلي فيما تم عرض القطع الكبيرة على الأرفف.